# لويس أندريسن
لويس أندريسن (6 يونيو 1939 - 1 يوليو 2021)، هو مؤلف موسيقي ملحن وعازف بيانو هولندي. يُعتبر الملحن الهولندي الأكثر نفوذاً في جيله، وكان من المؤيدين الأساسيين لمدرسة لاهاي للتكوين. بالرغم من أن موسيقاه كانت في البداية تهيمن عليها الكلاسيكية الجديدة والتسلسل، إلا أن أسلوبه تحول تدريجياً إلى توليفة من البساطة الأمريكية والجاز وطريقة سترافينسكي.

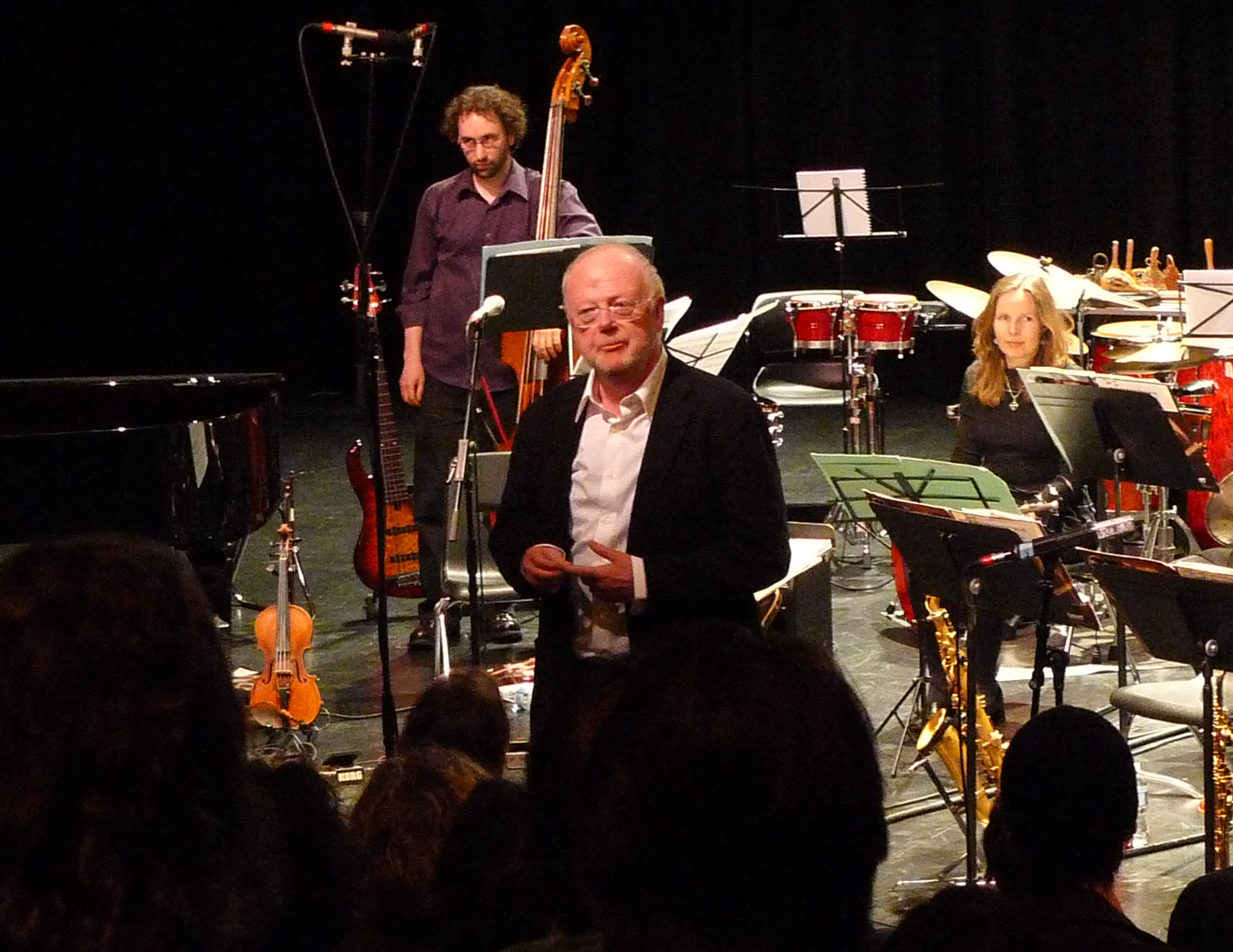
لويس أندريسن في Roundhouse ، فانكوفر ، عام 2009

كان أندريسن متزوج من عازفة الجيتار جانيت يانيكيان (1935-2008). كانا زوجين لأكثر من 40 عامًا، وتزوجا في عام 1996. تزوج عام 2012 للمرة الثانية من عازفة الكمان مونيكا جيرمينو التي كتب لها عدة أعمال. في ديسمبر 2020، أعلنت أن الملحن يعاني من الخرف. توفي في 1 يوليو 2021 في فيسب (هولندا) عن عمر يناهز 82 عامًا.

## الجوائز والتكريم
- 1959 جائزة Gaudeamus International Composers [15]
- 1977 جائزة Matthijs Vermeulen عن De Staat [16]
- 1977 منبر اليونسكو الدولي للملحنين في باريس
- 1992 جائزة Matthijs Vermeulen لـ M. هي للإنسان والموسيقى وموزارت ؛ مواجهة الموت ، رقصات ، Hout en Lacrimosa
- 1993 جائزة إديسون
- 2010 الدكتوراه الفخرية من جامعة برمنغهام سيتي [17]
- 2011 جائزة Grawemeyer للتأليف الموسيقي لأوبرا الوسائط المتعددة La Commedia (2004-2008).[18]
- جائزة ماري جوزيه كرافيس للموسيقى الجديدة لعام 2016 [19]
- 2019 الدكتوراه الفخرية من جامعة أمستردام [20]